# Konec dětství
Konec dětství je sci-fi román Arthura C. Clarka z roku 1953. Vypráví příběh z blízké budoucnosti o mírové invazi mimozemšťanů, kteří přinesou lidstvu mír a prosperitu blížící se utopickému stavu.

## Děj
Román nemá hlavní postavy a jeho děj je rozdělen na tři hlavní části: „Země a její vládci“, „Zlatý věk“ a „Poslední generace“.

### Země a její vládci
Ve 20. století závodí Spojené státy se Sovětským svazem o to, kdo se dříve dostane na oběžnou dráhu Země. Právě v době, kdy vesmírný závod vrcholí, se nad největšími městy světa objeví obrovské vesmírné lodě, které lidem uzavřou cestu do vesmíru nadobro. Ti, kteří v těchto lodích přiletěli neznámo odkud, brzy dostanou od lidstva pojmenování Vládci.
Vládci se lidem zásadně neukazují a komunikují s nimi pouze prostřednictvím generálního tajemníka OSN. Hlavní Dohlížitel nad Zemí má jméno Karellen; skrze něj dochází k veškerému kontaktu mezi jeho rasou a lidstvem. Vládci jsou velmi tajemní a pravý smysl jejich počínání není znám, nicméně přináší lidstvu řadu zákonů, které mu prospívají. Lidé však neustále touží po odhalení skutečné identity a případně i vzhledu Vládců, proti nimž je určitá část obyvatelstva nepřátelská a přeje si jejich odchod. Karellen tedy oznámí, že přesně za 50 let Vládci svůj pravý zjev odhalí.

### Zlatý věk
V následujících desetiletích lidská rasa vstupuje do období své největší prosperity a rozvoje. Díky příkazům Vládců lidé přestanou válčit mezi sebou, dochází k prudkému rozvoji vzdělání a vědy. Vládci však nic nevynucují násilím, ale pouze svou autoritou. Jak Karellen slíbil, po 50 letech se lidstvu skutečně odhalí: Vládci jsou bytosti podobající se čertům, většího vzrůstu, s rohy a velkými křídly na zádech. Jsou uzpůsobeni pro nižší gravitaci a na Zemi jsou neustále zahaleni látkou, jelikož jim škodí sluneční paprsky.
Vládci jsou zaujati studiem parapsychologických jevů a jelikož jejich intelekt vysoce převyšuje lidský, jsou schopni studovat s obrovskou rychlostí. Jeden z Vládců jménem Rašaverak najde zalíbení v jedné z největších knižních sbírek z oblasti telepatie, psychologie a paranormálních jevů. Vlastníkem této sbírky je Rupert Boyce. Na jeden z Rupertových večírků se dostaví mj. i George a Jean Fosterovi, kteří společně s Boycem, Janem Rodricksem a dalšími přáteli zkoušejí pomocí desky ouija komunikovat s duchy. Rašaverak pozvání ke stolu odmítne a raději se dívá. V napjaté chvíli vysloví Jan otázku, kterou si lidstvo kladlo už desítky let: „Která hvězda je domovem Vládců?“ V odpověď mu přišlo, že NGS 549672, načež Jean omdlí. Nedlouho na to Vládci začnou Jean a její nejbližší rodinu bedlivě sledovat.
Jan se rozhodne, že tajemství Vládců přijde na kloub. Začne pátrat v databázích a archivech a zjistí, že NGS 549672 je hvězda v souhvězdí Carina, která je vzdálena 40 světelných let od Země. Jelikož Vládci si občas od lidí vyžádají nějaké zvíře, které by mohli zkoumat, Jan se uchýlí ke lsti a ukryje se v konstrukci vycpané velryby a dostane se do lodi Vládců, kteří s ním zamíří ke své domovině. Vládci však brzy černého pasažéra odhalí.

### Poslední generace
I přes veškerý blahobyt, ve kterém se lidstvo nachází, začne určitým způsobem stagnovat, resp. volat po znovuobjevení starých hodnot. Větší komunita lidí se proto rozhodne založit nové město zvané Nové Atény a hned vedle něj další, které dostane název Sparta. Obě města jsou postavena na komunitním způsobu života jeho obyvatel a snaží se navrátit ke ztraceným lidským hodnotám a tradicím. V Aténách se usídlí i George a Jean a jejich dvěma dětmi – Jeffreym a Jennifer. Vládci jsou jimi přitom stále zaujati.
60 let po příchodu Vládců začnou Jeffrey a chvíli na to i Jennifer vykazovat nadpřirozené schopnosti. Dokáží vidět místa na jiných planetách a v jiných galaxiích nebo pohybovat s věcmi pomocí myšlenek. Brzy na to tyto schopnosti dostanou všechny děti na světě do deseti let. Karellen pak lidstvu odhalí celou pravdu: děti přestávají být lidskými bytostmi. Brzy budou součástí Intelektu, což je těžko popsatelná entita s nepředstavitelnými schopnostmi. Ti, kteří dříve byli dětmi, již nikdy nezemřou, zatímco ostatní lidstvo za několik desetiletí vyhyne. Karellen dále vysvětluje, že i Vládci jsou ovládáni Intelektem, i když neupřesnil, jakým způsobem. Poté, co se lidé tuto skutečnost dozví, začnou páchat hromadné sebevraždy a na Zemi zavládne částečný chaos.
Za několik desetiletí na to, kdy na Zemi není už ani jediný člověk, se na rodnou planetu vrátí Jan. Podle měřítek zemského času byl pryč celých 80 let, avšak následkem dilatace času zestárl sotva o pár měsíců. Jan strávil nějaký čas na planetě Vládců v souhvězdí Carina, která byť nebyla jejich rodnou planetou, poskytovala Vládcům základnu a útočiště. Když se Jan vrátil na planetu, zjistil, že všichni lidé jsou mrtví a z poslední generace dětí se staly zvláštní bytosti, které vládnou nevídanými schopnostmi. Létají na opačné straně Země a zkouší meze svých nových schopností. Když způsobí rotaci Měsíce kolem vlastní osy, Vládci v čele s Karellenem Janovi oznámí, že opouští Sluneční soustavu. Jan se rozhodne zůstat, aby spatřil úplný konec rodné planety i své rasy. Když Vládci odletí, bytosti, které byly dříve lidskými dětmi, začnou splývat s Intelektem; spolu s nimi se začne celá Země rozmělňovat a rozplyne se. Karellen, již daleko za hranicemi Sluneční soustavy, smutně zasalutuje konci lidskému druhu, kterému zároveň závidí, jelikož jeho rasa nikdy nebude schopna z neznámých důvodů s Intelektem splynout.

## Česká vydání
- Konec dětství, Laser-books, 1992, překlad Helena Šebestová, náklad 20 000, 188 stran, brožovaná, autor obálky Martin Zhouf, ISBN 80-85601-06-0
- Konec dětství, Baronet, 2005, překlad Hana Březáková, 224 stran, vázaná, autor obálky Valentino Sani, ISBN 80-7214-822-2
- Audiokniha Konec dětství, namluvil Václav Neužil, Audiotéka 2017